# Erosaria poraria
Erosaria poraria là một loài ốc biển, là động vật thân mềm chân bụng sống ở biển trong họ Cypraeidae, họ ốc sứ

## Miêu tả
Loài này có kích thước giữa 10mm và 28 mm.

## Phân bố
Chúng phân bố ở Thái Bình Dương ở Polynesia và ở Ấn Độ Dương dọc theo Aldabra, Chagos, Kenya, vùng bể Mascarene, Mauritius, Réunion, Seychelles và Tanzania.

## Hình ảnh

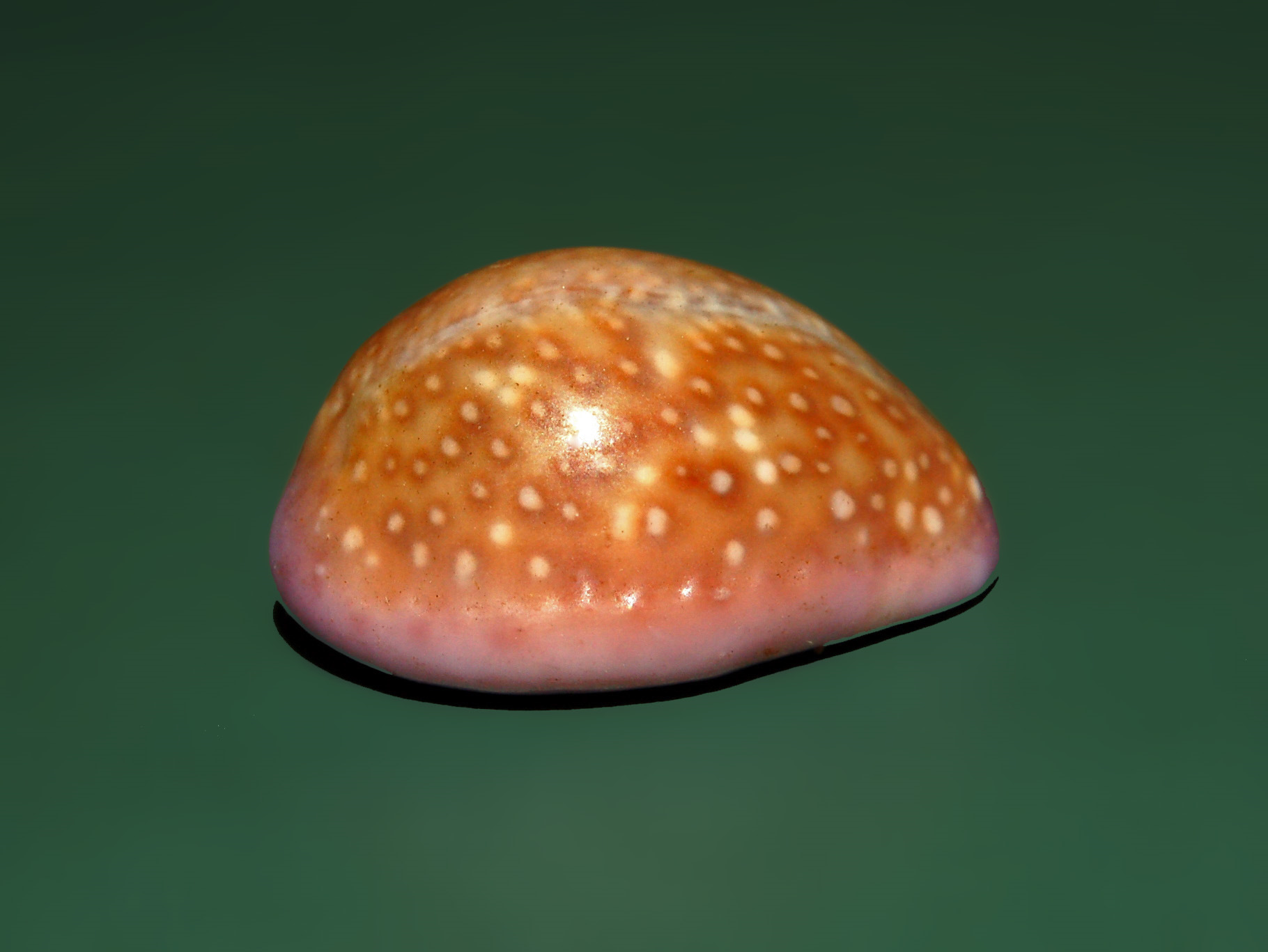
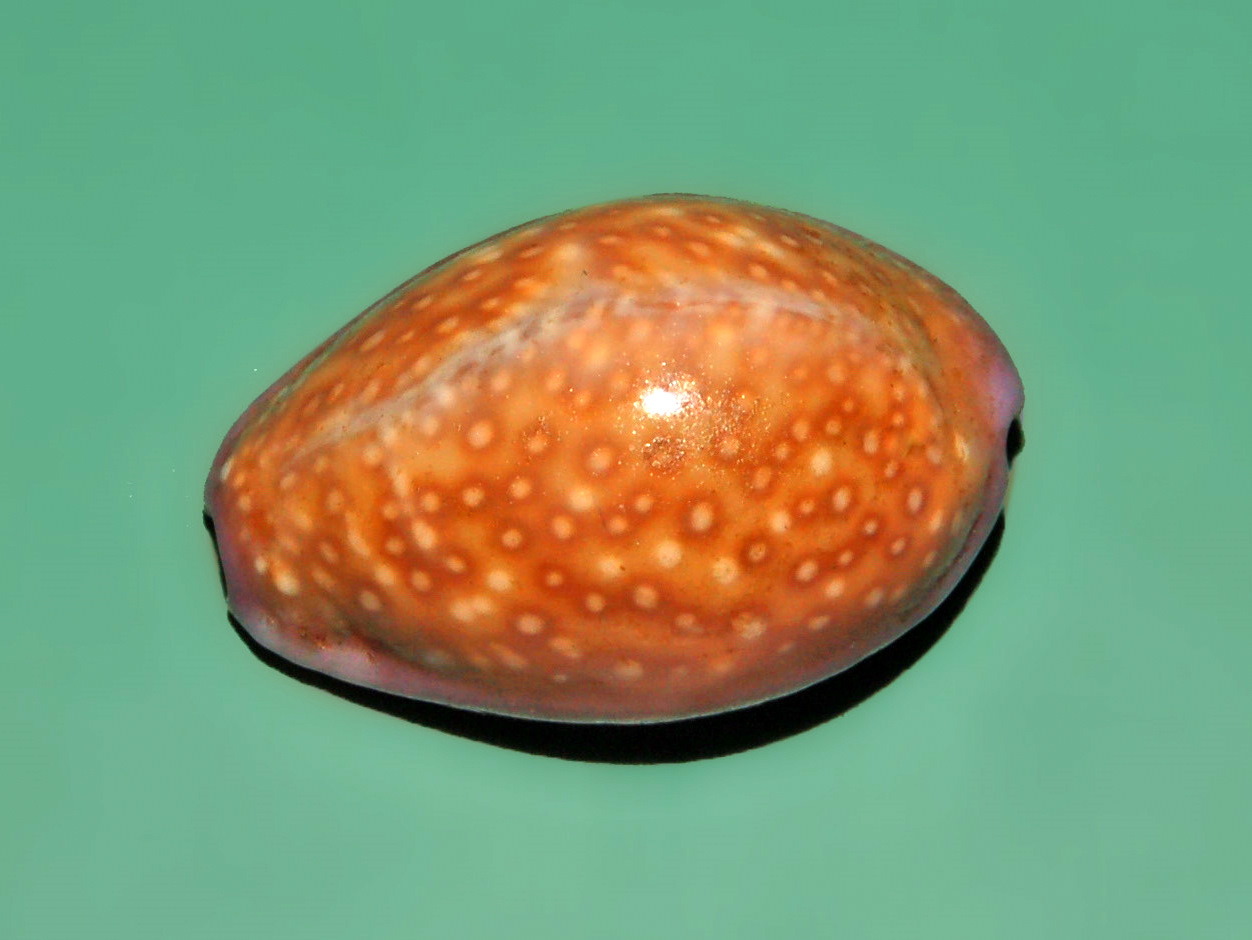
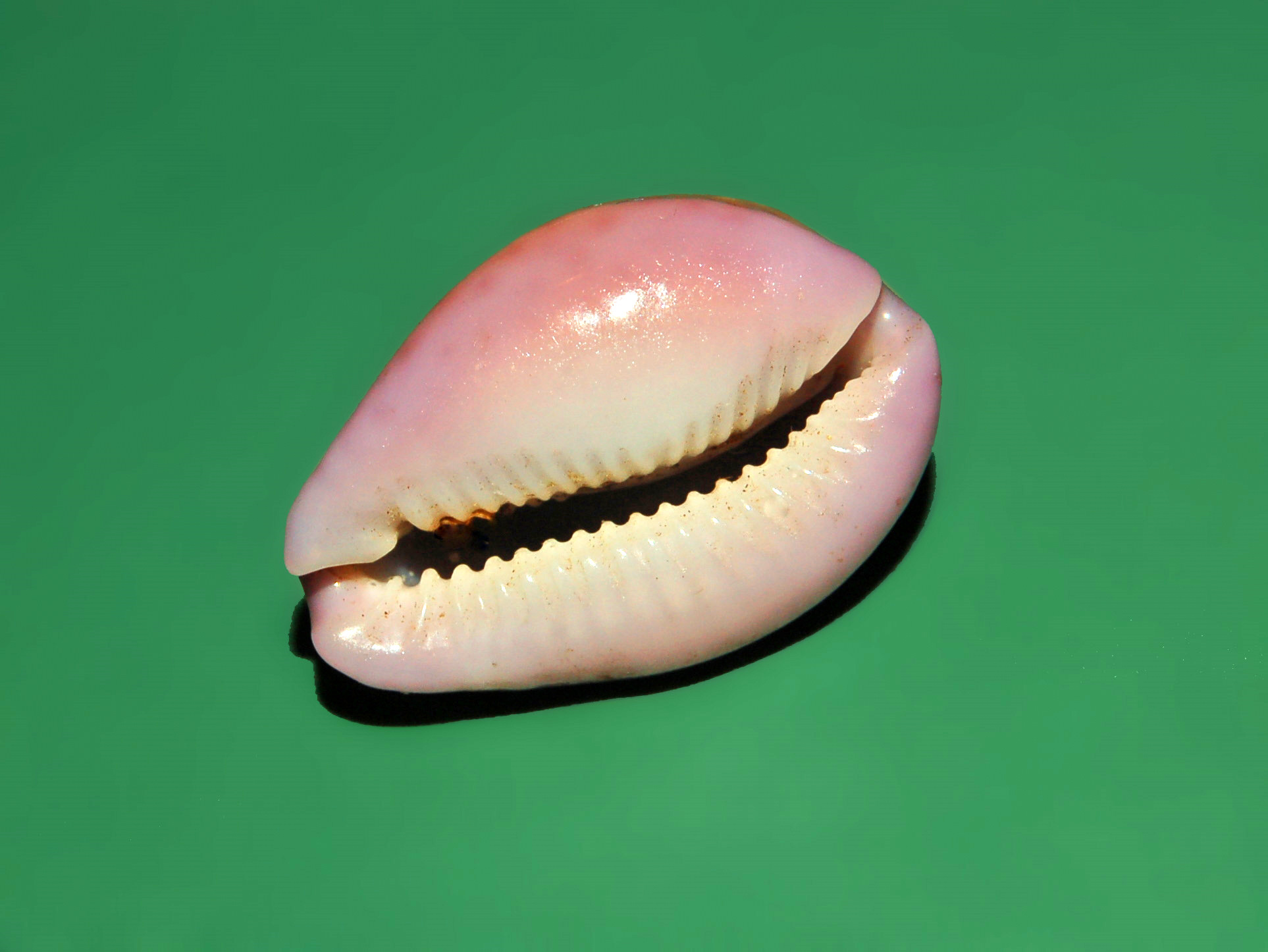